# 1953 en sport
Cet article présente les faits marquants de l'année 1953 en sport.

## Compétition multisports
- du 20 au 24 février : Deaflympics d'hiver.
- du 26 juillet au 10 août : Jeux panarabes.
- du 15 au 19 août 1953 : Deaflympics d'été.

## Alpinisme
- 29 mai : Sir Edmund Hillary, apiculteur néo-zélandais et le sherpa Tensing Norgay atteignent pour la première fois le sommet de l'Everest à 8 849 m.

## Automobile
- Le Néerlandais Maurice Gatsonides remporte le Rallye automobile Monte-Carlo sur une Ford.
- 24 heures du Mans : Jaguar gagne les 24H avec les pilotes Tony Rolt et Duncan Hamilton.
- L'Italien Alberto Ascari remporte le Championnat du monde de Formule 1 au volant d'une Ferrari.
- Herb Thomas remporte le championnat de la série NASCAR avec un montant total de 27,300 $ (USD).

## Baseball
- Les New York Yankees remportent les World Series face aux Brooklyn Dodgers.

## Basket-ball
- Les Minneapolis Lakers sont champion NBA en battant en finales les New York Knicks 4 manches à 1.
- Le Racing club de France est champion de France chez les hommes.
- Le FS Montpellier est Champion de France chez les féminines.
- Au Vélodrôme d'Hiver, l'AS Villeurbanne remporte la Coupe de France.

## Boxe
- Le champion Rocky Marciano conserve son titre de champion du monde des poids lourds à la boxe en battant :
  - le 15 mai, Jersey Joe Walcott par K.O. au 1er round à Chicago;
  - le 24 septembre, Roland La Starza par arrêt de l'arbitre au 11e round à New York.

## Cyclisme
- Le Belge Germain Derijcke s’impose sur le Paris-Roubaix.
- 3 juillet - 26 juillet, Tour de France : le Français Louison Bobet s’impose devant le Français Jean Malléjac et l’Italien Giancarlo Astrua.
- L’Italien Fausto Coppi s’impose sur le Championnat du monde sur route de course en ligne.
- L’Italien Loretto Petrucci remporte le classement annuel par points (Challenge Desgranges-Colombo).

## Football
- 2 mai : Blackpool FC remporte la Coupe d'Angleterre face à Bolton Wanderers, 4-3.
- 17 mai : le Stade de Reims est champion de France.
- Arsenal FC est champion d'Angleterre.
- Inter Milan est champion d'Italie.
- 1.FC Kaiserslautern est champion d'Allemagne.
- FC Barcelone est champion d'Espagne.
- Rangers champion d'Écosse.
- 31 mai : le Lille OSC remporte la Coupe de France face au FC Nancy, 2-1.
- 25 novembre : l'équipe de Hongrie devient la première équipe du continent à battre l'Angleterre sur sol anglais en s'imposant à Wembley sur le score de 6-3.
  - Article détaillé : 1953 en football

## Football américain
- 27 décembre : Detroit Lions champion de la National Football League. Article détaillé : Saison NFL 1953.

## Football canadien
- Coupe Grey : Tiger-Cats de Hamilton 12, Blue Bombers de Winnipeg 6.

## Golf
- L’Américain Ben Hogan remporte le British Open de golf.
- L’Américain Ben Hogan remporte l’US Open.
- L’Américain Walter Burkemo remporte le tournoi de l’USPGA.
- L’Américain Ben Hogan remporte le tournoi des Masters.

## Hockey sur glace
- Les Canadiens de Montréal remportent la Coupe Stanley 1953.
- Coupe Magnus : Paris université club est sacré champion de France.
- La Suède remporte le championnat du monde.
- HC Arosa est sacré champion de Suisse.

## Moto
- Vitesse (championnat du monde) :
  - 500 cm3 : le britannique Geoff Duke sur Gilera.
  - 350 cm3 : le britannique Fergus Anderson sur Moto Guzzi.
  - 250 cm3 : l’allemand Werner Haas sur NSU.
  - 125 cm3 : l’allemand Werner Haas sur NSU.
  - side-car : Le britannique Eric Olivier sur Norton.
- Moto-cross (Moto-cross des nations) :
  - La Grande-Bretagne remporte cette épreuve par équipe.
- Endurance :
  - Bol d'or : Gustave Lefèvre gagne sur une Norton devant Johann Weingartmann (Puch).

## Rugby à XIII
- 10 mai : à Toulouse, Carcassonne remporte le Championnat de France face à Lyon 19-12.
- 17 mai : à Perpignan, Lyon remporte la Coupe de France face à Villeneuve-sur-Lot 9-8.

## Rugby à XV
- L’Angleterre remporte le Tournoi.
- Le Yorkshire champion d’Angleterre des comtés.
- Le FC Lourdes est champion de France.

## Tennis
- Tournoi de Roland-Garros :
  - L’Australien Ken Rosewall s’impose en simple hommes.
  - L’Américaine Maureen Connolly s’impose en simple femmes.
- Tournoi de Wimbledon :
  - L’Américain Vic Seixas s’impose en simple hommes.
  - L’Américaine Maureen Connolly s’impose en simple femmes.
- US Open :
  - L’Américain Tony Trabert s’impose en simple hommes.
  - L’Américaine Maureen Connolly s’impose en simple femmes.
- Coupe Davis : l'équipe d'Australie bat celle des États-Unis : 3 - 2.

## Naissances
- 3 janvier : Angelo Parisi, judoka français.
- 10 janvier : Bobby Rahal, pilote automobile américain.
- 27 janvier : Göran Flodström, escrimeur suédois, champion olympique à l'épée par équipe aux Jeux de Montréal en 1976.
- 17 février : Pertti Karpinen, aviron finlandais.
- 19 février : Corrado Barazzutti, joueur de tennis italien.
- 22 février : Hugo Thijs, coureur cycliste belge.
- 11 mars : Derek Daly, pilote automobile irlandais, ayant disputé 49 Grands Prix de Formule 1 de 1978 à 1982.
- 15 mars : Christian Lopez, footballeur français.
- 23 mars : Ivica Surjak, footballeur yougoslave.
- 27 mars : Annemarie Moser-Pröll, skieuse alpine autrichienne.
- 29 mars : Luc Tardif, hockeyeur et dirigeant de hockey sur glace franco-canadien.
- 5 avril : John Buchanan, entraîneur australien de cricket, double vainqueur de la Coupe du monde à la tête de l'équipe d'Australie.
- 19 avril : Sara Simeoni, athlète italienne, championne olympique de saut en hauteur aux Jeux de Moscou en 1980 et détentrice du record du monde avec 2,01 m en 1978.
- 21 avril : Johnny Perkins, joueur américain de football U.S.. († 28 avril 2007).
- 7 mai : Johnny Unitas, joueur de football US américain.
- 6 juin : Walter Novellino, footballeur italien, devenu entraîneur à l'issue de sa carrière.
- 23 juillet : Matthias Brücken, footballeur allemand.
- 2 août : Peter-Michael Kolbe, aviron allemand.
- 8 août : Nigel Mansell, pilote automobile britannique, champion du monde de Formule 1 en 1992.
- 30 août : Robert Parish, basketteur américain.
- 12 septembre : Marc Pajot, skipper (voile) français.
- 1er octobre : Grete Waitz, athlète norvégienne.
- 5 octobre : Roy Laidlaw, joueur de rugby à XV écossais, évoluant au poste de demi de mêlée, qui a joué en équipe nationale de 1980 à 1988.
- 2 novembre : Gerry Roufs, skipper (voile) canadien.
- 5 novembre : Hugo Corro, boxeur argentin. Champion du monde des poids moyens 1978-1979. († 16 juin 2007).
- 9 novembre : David Leslie, pilote automobile britannique. († 30 mars 2008).
- 25 novembre : Herbert Breiteneder (de), pilote
automobile autrichien. († 5 avril 2008).
- 3 décembre : Franz Klammer, skieur alpin autrichien.

## Décès
- 17 février : Philippe Bonnardel, international de football français. (° 28 juillet 1899).
- 28 mars : Jim Thorpe, athlète puis joueur de football US américain
- 1er juin : Alex James, footballeur écossais. (° 14 septembre 1901).
- 5 juin : Bill Tilden, 60 ans, joueur de tennis américain. (° 10 février 1893).
- 10 juin : Alphonse Massé, 70 ans, joueur français de rugby à XV. (° 23 mai 1883).
- 26 juin :
  - Antoine Abenoza, footballeur franco-espagnol.
  - Francis Méano, footballeur français.
- 3 juillet : Gaston Rebry, coureur cycliste belge. (° 29 janvier 1905).
- 9 août : Maurice Pefferkorn, journaliste français spécialisé dans le football
- 11 août : Tazio Nuvolari, 60 ans, pilote automobile italien. (° 16 novembre 1892).
- 30 août : Emmanuel Gambardella, footballeur puis dirigeant français.
- 14 septembre : Robert Diochon, dirigeant sportif français.
- 21 novembre : Felice Bonetto, 50 ans, pilote automobile italien. (° 9 juin 1903).
- 5 décembre : Georges Bayrou, footballeur puis dirigeant sportif français.